# Bešeňov
Bešeňov este o comună slovacă, aflată în districtul Nové Zámky din regiunea Nitra. Localitatea se află la altitudinea de 123 m deasupra n.m., se întinde pe o suprafață de 17,1 km2 și în 2017 număra 1.627 de locuitori.

## Istoric
Localitatea Bešeňov este atestată documentar din 1075.

## Demografie
| An:                | 1994 | 2004   | 2014   | 2024   |
| ------------------ | ---- | ------ | ------ | ------ |
| Număr de persoane: | 1813 | 1721   | 1662   | 1551   |
| Diferență:         |      | −5,07% | −3,42% | −6,67% |

| An:                | 2023 | 2024   |
| ------------------ | ---- | ------ |
| Număr de persoane: | 1569 | 1551   |
| Diferență:         |      | −1,14% |